# Prison de Sugamo
La prison de Sugamo (巢鴨拘置所, Sugamo Kōchi-sho) est un ancien établissement pénitentiaire japonais autrefois situé dans le quartier d'Ikebukuro, aujourd'hui dans l'arrondissement de Toshima à Tokyo.

## Histoire

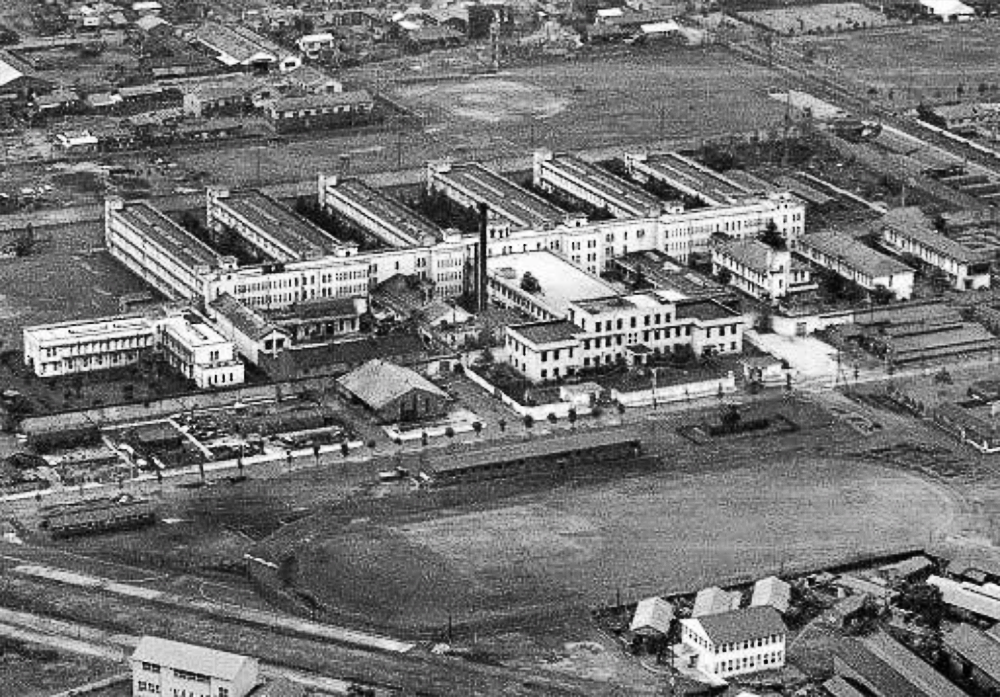
Prison de Sugamo, 1949

La prison de Sugamo est construite dans les années 1920 pour accueillir des prisonniers politiques, sur le modèle des prisons européennes. Beaucoup de communistes et autres dissidents y sont incarcérés à la suite du vote des lois de Préservation de la Paix dans les années 1930 et 1940. Plusieurs espions alliés y sont aussi incarcérés, comme Richard Sorge qui y est pendu le 7 novembre 1944.

La prison n'est pas endommagée par les bombardements de Tokyo et les forces alliées l'utilisent pour enfermer des criminels de guerre durant l'occupation du Japon en attente de leur procès au tribunal militaire international pour l'Extrême-Orient. Après la fin des jugements, la prison de Sugamo est utilisée pour enfermer quelques détenus et sept exécutions par pendaison y ont lieu le 23 décembre 1948.

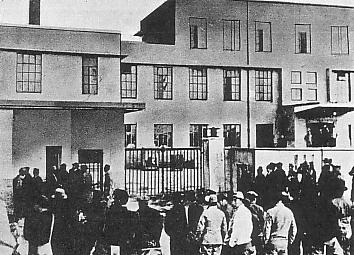
Prison de Sugamo.

La superficie originale était de 2,43 hectares mais la construction de la clôture doubla celle-ci. L'établissement fut dirigé par la 8e armée américaine bien que le personnel était japonais. Environ 2 500 militaires américains furent affectés à la prison, mais jamais plus de 500 à la fois. L'établissement fut sous contrôle américain de décembre 1945 à mai 1952. Durant cette période, plus de 2 000 criminels de guerre japonais y furent incarcérés.

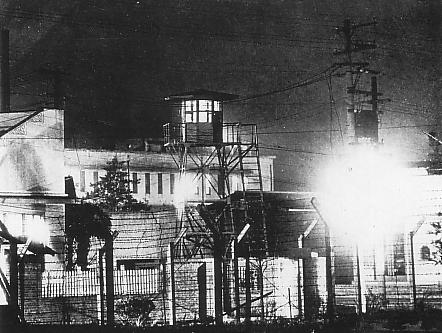
La prison le 22 décembre 1948.

Les prisonniers mangeaient de la nourriture japonaise préparée par des employés japonais et servie par les prisonniers eux-mêmes. À plusieurs occasions, l'ancien premier ministre du Japon Hideki Tōjō servit les repas de prisonniers de classe « A ». Les légumes utilisés étaient cultivés directement sur le terrain de la prison.
À la fin de l'occupation américaine, la prison de Sugamo passa sous le contrôle du gouvernement civil japonais qui amnistia ou libéra sur parole la plupart des criminels de guerre restants. La  prison est fermée en 1971 en raison de l'âge des installations.
En 1978, l'immeuble Sunshine 60, à son achèvement le plus haut gratte-ciel du Japon, est construit à l'emplacement de la prison. Tout ce qui reste de la prison est une plaque où est gravé en japonais « Prions pour la paix éternelle ».

## Prisonniers célèbres
- Hideki Tōjō, premier ministre du Japon de 1941 à 1944,
- Kuniaki Koiso, premier ministre du Japon de 1944 à 1945
- Yōsuke Matsuoka, ministre des affaires étrangères
- Iva Toguri D'Aquino, présentatrice à Radio Tokyo, coupable de propagande de guerre japonaise,
- Seishirō Itagaki, général, ministre de la Guerre
- Akira Mutō, général
- Kenji Doihara, général
- Iwane Matsui, général
- Toshio Shiratori, ambassadeur du Japon en Italie
- Shigenori Tōgō, ministre des affaires étrangères, ministre des affaires coloniales
- Kazuo Aoki
- Mamoru Shigemitsu, ministre des affaires étrangères
- Honda Kumatarō (de), ambassadeur en Allemagne et en Chine,
- Yoshio Kodama, chef Yakuza,
- Hotsumi Ozaki, espion
- Richard Sorge, espion
- Yoshijirō Umezu, chef d'état major de l'Armée impériale japonaise
- Hiroshi Ōshima, ambassadeur
- Karlfried Graf Dürckheim